# Parit Culum I
Parit Culum I is een bestuurslaag in het regentschap Tanjung Jabung Timur van de provincie Jambi, Indonesië. Parit Culum I telt 3847 inwoners (volkstelling 2010).